# Asanuma Inejirō

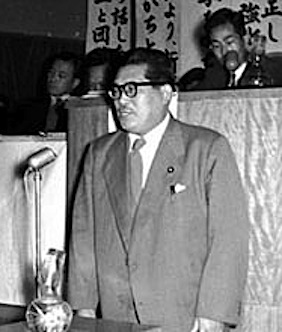
Inejirō Asanuma

Asanuma Inejirō (jap. 浅沼 稲次郎; * 27. Dezember 1898 in  Miyake auf der Insel Miyake-jima, Präfektur Tokio; † 12. Oktober 1960 in Tokio) war ein japanischer Politiker und ab März 1960 Vorsitzender der Sozialistischen Partei Japans (SPJ).

## Leben und Wirken
Asanuma Inejirō war ein unehelich geborenes Kind. Seine Mutter starb bei seiner Geburt, weshalb Asanuma von seinem Vater aufgezogen wurde. Dieser starb mit 42 Jahren an Krebs. Asanuma absolvierte ein Studium an der Fakultät für Staats- und Wirtschaftswissenschaften der Tokioter Waseda-Universität. Er war ab 1923 Mitglied der Gewerkschaft der Bergarbeiter und auch in der Japanischen Bauerngewerkschaft tätig. Später hatte er die Position des Generalsekretärs der 1925 verbotenen Bauern- und Arbeiterpartei inne. Nachdem er ab 1933 dem Stadtparlament von Tokio angehörte, war er 1936 auch Parlamentsmitglied. 1945 war er Mitbegründer der SPJ, in der er in der Folgezeit Führungspositionen innehatte und deren Generalsekretär er 1948 wurde. Zwischen 1946 und 1958 gehörte er dem japanischen Unterhaus an. Als in den Jahren 1951 bis 1955 eine Spaltung der Partei aufgrund unterschiedlicher Ausrichtungen stattfand, war Asanuma dem linken Parteiflügel angehörig. Erneut war er ab 1955 nach der Wiedervereinigung der Parteiflügel im Amt des Generalsekretärs tätig.
Asanuma wollte einen japanischen Weg zum Sozialismus gehen und stand der Sowjetunion ablehnend gegenüber. 
Weltweit bekannt wurde Asanuma durch seinen Tod: Er wurde am 12. Oktober 1960 von dem 17-jährigen Rechtsextremisten und Ultra-Nationalisten Yamaguchi Otoya während einer im Fernsehen übertragenen Wahlkampfrede in der Tokioter Hibiya Hall mit einem Wakizashi erstochen.
Der aus dieser bis dahin in Japan undenkbaren Aktion resultierende Schock vertiefte die Gegensätze zwischen den linken und rechten Politikern vor dem Hintergrund der Großdemonstrationen und Streiks im Sommer 1960 gegen den Sicherheitsvertrag mit den USA.
Obwohl der Mord von NHK nicht live gesendet wurde, erreichte der Zwischenfall durch eine spätere Ausstrahlung internationale Bekanntheit. Ein Foto des bis dahin unbekannten Fotografen Yasushi Nagao zeigt Yamaguchi wenige Sekunden nach dem tödlichen Angriff beim Zurückziehen des Schwertes. Das Bild wurde von der Agentur World Press Photo 1960 zum Pressefoto des Jahres gekürt und gewann 1961 den Pulitzer-Preis in der Fotografie-Kategorie.
Seine Grabstätte befindet sich auf dem Friedhof Tama in Fuchū (Präfektur Tokio). 